# Дзёё (ядерный реактор)
Дзёё (яп. 常陽) — это испытательный реактор на быстрых нейтронах с натриевым охлаждением, расположенный в Оараи, префектура Ибараки, Япония.
Реактор находится под управлением Агентства по атомной энергии Японии.

## Назначение и устройство
Реактор был создан в 1977 году с целью проведения испытаний для испытаний на облучение строительных материалов. Он также проводит испытания ядерного топлива и эксперименты по активации. Активная зона обеспечивает поток нейтронов 4×10 15 см −2 с −1 при E>0,1 МэВ. Реактор претерпел 3 модификации активной зоны:
- МК-I: 24 апреля 1977 года — 1 января 1982 год (мощность 50 — 75 МВт).
- МК-II: 22 ноября 1982 года — 12 сентября 1997 год. Наработка этой активной зоны превысила 50 000 часов при мощности 100 МВт[4].
- МК-III: 2 июля 2003 года — 2007 год (мощность 140—150 МВт).

## Приостановка и возобновление работы
После аварии 2007 года реактор приостановлен на ремонт. После закрытия реактора-размножителя АЭС Мондзю в 2016 году было принято решение продолжить исследования в Дзёё. 24 мая 2023 года Управление по ядерному регулированию утвердило отчёт о проверке безопасности реактора, в котором сделан вывод о том, что меры противодействия возгоранию натрия или повреждению активной зоны соответствуют новым стандартам безопасности. Реактор должен возобновить работу до 2025 года.